# Консервативна народна партія (Данія)
Консервативна народна партія (дан. Det Konservative Folkeparti) — консервативна політична партія в Данії.
На парламентських виборах 2011 року Консервативна народна партія зайняла 8 місце, отримавши 4,9% голосів.